# سیارک ۲۱۸۶۹۲
سیارک ۲۱۸۶۹۲ (به انگلیسی: 218692 Leesnyder، نامگذاری:2005TW76)۲۱۸۶۹۲مین سیارک کشف شده‌است که در ۰۵ اکتبر ۲۰۰۵ کشف شد.